# تيري بوتشر
تيري بوتشر (بالإنجليزية: Terry Butcher)‏ (مواليد 28 ديسمبر 1958) هو لاعب كرة قدم. يلعب مع منتخب إنجلترا لكرة القدم. سبق له أن لعب في كأس العالم لكرة القدم مع منتخب بلاده.

## مسيرته الكروية
لعب تيري بوتشر خلال مسيرته الاحترافية مع 5 أندية في ثمانية عشر موسمًا وسجل خلالها 25 هدفًا ضمن 445 مباراة. حيث فاز في موسم واحد بالكأس وفي أربعة مواسم بالدوري.
خاض تيري بوتشر مسيرته مع نادي إيبسويتش تاون في موسم 1977–78 ليلعب معه تسعة مواسم، مشاركًا في 271 مباراة سجل خلالها 16 هدفًا. ثم انتقل إلى نادي رينجرز في موسم 1986–87 ليلعب معه خمسة مواسم، حيث شارك في 127 مباراة سجل خلالها 9 أهداف. لينتقل بعدها إلى نادي كوفنتري سيتي في موسم 1990–91 ولمدة موسمين، مشاركًا في 6 مباريات ولم يسجل أي هدف. ثم انتقل إلى نادي سندرلاند في موسم 1992–93 لمدة موسم واحد، مشاركًا في 38 مباراة ولم يسجل أي هدف أيضًا. هذا وانتقل لاحقًا إلى نادي كلايدبانك ‏ في موسم 1994–95 لمدة موسم واحد، مشاركًا في 3 مباريات ولم يسجل أي هدف أيضًا.

## روابط خارجية
- تيري بوتشر على موقع الاتحاد الدولي (مؤرشف)  (الإنجليزية)
- تيري بوتشر على موقع الاتحاد الأوربي (الإنجليزية)
- تيري بوتشر على موقع قاعدة بيانات كرة القدم.إي يو (الإنجليزية)
- تيري بوتشر على موقع ناشيونال فوتبول تيمز (الإنجليزية)
- تيري بوتشر على موقع Soccerbase.com (لاعب) (الإنجليزية)
- تيري بوتشر على موقع Soccerbase.com (مدرب) (الإنجليزية)
- تيري بوتشر على موقع عالم كرة القدم.نت (الإنجليزية)